# آیا قهرمانان ما قادر به یافتن دوستشان که به طرز مرموزی در آفریقا ناپدید شده هستند؟
آیا قهرمانان ما قادر به یافتن دوستشان که به طرز مرموزی در آفریقا ناپدید شده هستند؟ (به ایتالیایی: Riusciranno i nostri eroi a ritrovare l'amico misteriosamente scomparso in Africa?) محصول ۱۹۶۸ ایتالیا، فیلمی کمدی به کارگردانی اتوره اسکولا است فیلم در فصل ۱۹۶۸/۶۹ در رتبه ششم گیشه ایتالیا قرار داشت.

## داستان فیلم
تاجر رومی به نام فوستو دی سالویو دیگر نمی‌تواند کارش و طریقه زندگی کردن بی احساس و درهم و برهم خود را تحمل کند. شانس فرار از این زندان وقتی که برادرخوانده اش فوت می‌شود اتفاق می‌افتد، اورسته ساباتینی می‌گوید «تیتینو» از آفریقا می‌آمد. فوستو همراه با کارمندش اوبالدو که حسابدار شرکت است در جستجوی برادرش به آنگولا می‌روند اما سفر طولانی می‌شود و اتفاقات فراوانی برای آنها می‌افتد. آنها ردپای تیتینو را می‌گیرند اما به نظر می‌رسد که پیدا شدنی نیست.